# Hessische Landesbibliothek

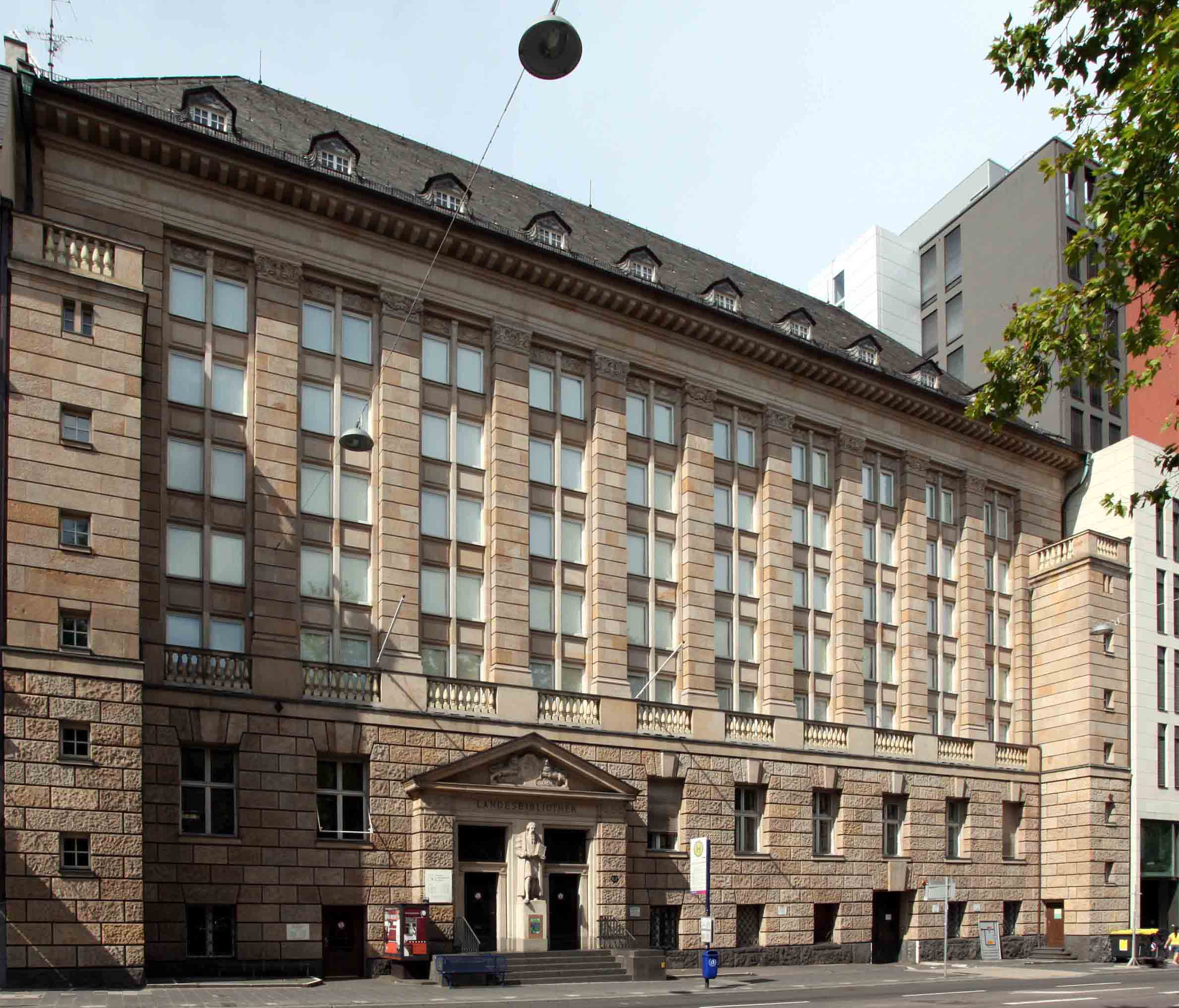
Hessische Landesbibliothek

Hessische Landesbibliothek eller Landesbibliothek Wiesbaden, är statsbiblioteket i Hessen och ligger i Wiesbaden. Det är ett av de största universalbiblioteken i  Tyskland och har cirka 1 miljon böcker. 
Biblioteket grundades av Charlotte Amalie von Nassau-Usingen 1730.